# Bernardo de Kagoshima
Bernardo, el japonés (Japonés: 鹿児島のベルナルド, fallecido en febrero de 1557), también conocido como Bernardo de Kagoshima, por provenir de la región de Kagoshima, fue uno de los primeros cristianos conversos japoneses del siglo XVI y el primer japonés que pisó el continente europeo. Bernardo fue uno de los primeros conversos de San Francisco Javier y uno de sus dos discípulos. Fue bautizado en 1549 y posteriormente siguió a San Francisco Javier como discípulo por Japón y por India.
Bernardo partió para la India con Francisco Javier en 1551 junto con otro japonés, Matías, nacido en Yamaguchi. Llegaron a la India en febrero de 1552, pero Matías falleció en Goa. Bernardo partió después para Portugal con el hermano Andreas Fernandes, a donde llegó en 1553 con una carta que había escrito Francisco Javier en Goa, fechada el 8 de abril de 1552. El objetivo del viaje era que Bernardo «viese el cristianismo en toda su majestuosidad», para que pudiese compartir su experiencia cuando regresase a Japón. En esa carta, San Francisco Javier comentaba entre otras cosas que «el intelecto japonés es tan agudo y sensible como el de cualquier otra parte del mundo».
Se piensa que Bernardo, al llegar a Lisboa, fue el primer japonés que visitó Europa. En Portugal intentó ingresar en la Compañía de Jesús y también estuvo estudiando en la Universidad de Coímbra. Dos años más tarde partió para Roma, el 17 de julio de 1554, atravesando España hasta llegar a Barcelona, donde embarcó hacia Nápoles. Estuvo en Roma durante diez meses, conoció a Ignacio de Loyola y probablemente presenció la elección del Papa Marcelo II. Bernardo fue muy apreciado y dio grandes esperanzas al papado sobre las perspectivas del catolicismo en Japón. Partió de Roma el 23 de octubre de 1555 y tomó un barco en Génova. Sin embargo, después de haber pasado dos años en Portugal falleció en Lisboa en febrero de 1557.